# Бобов, Геннадий Борисович
Геннадий Борисович Бобов (укр. Геннадій Борисович Бобов; род. 15 ноября 1965, Васильков) — президент группы компаний «Панда», народный депутат Украины VII—VIII созывов, Герой Украины (2009).

## Биография
Родился 15 ноября 1965 года в городе Васильков Киевской области.
Образование высшее — Белоцерковский национальный аграрный университет.
- В 1983—1986 годах проходил срочную службу в рядах Советской Армии.
- В 1987—1989 годах работал помощником бурильщика Южнотаркосалинской нефтегазоразведывательной экспедиции (РФ, Ямало-Ненецкий автономный округ, город Тарко-Сале).
- В 1989—1990 годах — машинист холодильных установок оптово-торговой базы Васильковского райпотребсоюза.
- В 1990—1995 годах — кооператив «Всё для Вас».
- В 1995—1997 годах — кооператив «Строитель».
- В 1997—2003 годах — ООО «Квадр».
- С мая 2004 года — генеральный директор товарищества «Панда».
- С 2007 года член президиума всеукраинской профильной организации «Укрсахар».
- В 2010 году избран депутатом Черкасского областного совета. Возглавлял комиссию по вопросам агропромышленного комплекса, социального развития села и земельных отношений.
- В 2012 году избран народным депутатом по 196 избирательному округу (Черкасская область), набрав 42,73 % голосов[2].
- В 2014 году повторно избран депутатом по 196 избирательному округу, набрав 30,04 % голосов[3].
- 25 декабря 2018 года включён в санкционный список России[4].
- С 2019 года президент группы компаний "Панда", которая работает в сфере агропромышленного комплекса.

## Награды и звания
- Герой Украины (с вручением ордена Державы, 23 ноября 2009 — за выдающиеся личные заслуги перед Украинским государством в развитии агропромышленного комплекса, внедрение современных форм хозяйствования, многолетний самоотверженный труд).
- Заслуженный работник промышленности Украины (20 августа 2007)[5].
- Государственная премия Украины в области науки и техники (16 мая 2013)[6].